# Sergio Canciani
Sergio Canciani (Trieste, 28 febbraio 1946 – Trieste, 15 marzo 2022) è stato un giornalista italiano, a lungo caporedattore dell’ufficio di corrispondenza della Rai per la Russia con sede a Mosca.

## Biografia
Canciani inizia la propria carriera giornalistica nel 1974 lavorando presso la sede Rai regionale del Friuli Venezia Giulia di Trieste, dapprima presso la redazione slovena e, successivamente, in quella italiana.
Lavorando per TG1, TG2 e TG3, ha raccontato i funerali di Tito, la caduta di Ceaușescu in Romania, la guerra nell'ex-Jugoslavia, l'assedio di Sarajevo e l’evolversi di quel conflitto.
Caporedattore per tredici anni dell’ufficio di corrispondenza della Rai per la Russia con sede a Mosca, dove vive fino al 2011 realizzando oltre 7.000 servizi giornalistici, dall'era El'cin a quella di Putin.
Sergio Canciani muore a 76 anni nella sua casa di Trieste, nel rione di San Giovanni, la mattina del 15 marzo 2022.

## Opere
- Roulette Russia. Neozarismo ai tempi di Putin: Viaggio nell'ex impero sovietico tra corruzione, nostalgia e illusione democratica, Roma, RX, 2012, ISBN 978-88-76156915.
- Putin e il neozarismo. Dal crollo dell'URSS alla conquista della Crimea, Roma, Castelvecchi, 2014, ISBN 978-88-3290-789-6.

## Premi e riconoscimenti
- Nel 1997 è uno dei sei vincitori del Premiolino.[7]